# Lagunas Alto
Lagunas Alto es un caserío peruano ubicado en el distrito de Sapillica, perteneciente a la provincia de Ayabaca del departamento de Piura, al norte del Perú. 

## Ubicación
Lagunas Alto se ubica al oeste de la provincia de Ayabaca, en el distrito de Sapillica, en el departamento de Piura.

## Demografía
En 2017 Lagunas Alto tenía una población de 54 habitantes.
| Gráfica de evolución demográfica de Lagunas Alto entre 1993 y 2017 |
|                                                                    |
| Fuentes: Población 1993 (junto con Lagunas Bajo) y 2017            |